# Matthias Bachinger
Matthias Bachinger (München, 2 april 1987) is een tennisspeler uit Duitsland. Hij werd in 2005 prof. Samen met Frank Moser bereikte hij in juli 2011 de dubbelspelfinale van het Atlanta Tennis Championship, zijn beste resultaat tot dan toe. De finale ging met 6–3, 5–7 en [8–10] verloren tegen het duo Alex Bogomolov jr./Matthew Ebden.

## Palmares
| Legenda                       | Legenda               |
| ----------------------------- | --------------------- |
| Grand Slam                    |                       |
| Olympische Spelen             |                       |
| tot 2009                      | vanaf 2009            |
| Tennis Masters Cup            | ATP Finals            |
| ATP Masters Series            | ATP Tour Masters 1000 |
| ATP International Series Gold | ATP Tour 500          |
| ATP International Series      | ATP Tour 250          |

### Enkelspel
| Nr.                  | Datum             | Toernooi     | Ondergrond    | Tegenstander in finale | Score         |         |
| -------------------- | ----------------- | ------------ | ------------- | ---------------------- | ------------- | ------- |
| verloren finales     |                   |              |               |                        |               |         |
| 1.                   | 23 september 2018 | ATP Metz     | Hardcourt (i) | Gilles Simon           | 6–7(2), 1–6   | details |
| gewonnen challengers |                   |              |               |                        |               |         |
| 1.                   | 4 november 2007   | Louisville   | Hardcourt (i) | Donald Young           | 0-6, 7-5, 6-3 |         |
| 2.                   | 14 november 2010  | Loughborough | Tapijt (i)    | Frederik Nielsen       | 6-3, 3-6, 6-1 |         |
| 3.                   | 17 april 2011     | Athene       | Hardcourt     | Dmitri Toersoenov      | walk-over     |         |
| 4.                   | 24 september 2017 | Gwangju      | Hardcourt     | Tsung-Hua Yang         | 6-3, 6-4      |         |

### Dubbelspel
| Nr.                               | Datum            | Toernooi    | Ondergrond | Partner          | Tegenstanders in finale          | Score            |         |
| --------------------------------- | ---------------- | ----------- | ---------- | ---------------- | -------------------------------- | ---------------- | ------- |
| verloren finales mannendubbelspel |                  |             |            |                  |                                  |                  |         |
| 1.                                | 24 juli 2011     | ATP Atlanta | Hardcourt  | Frank Moser      | Alex Bogomolov jr. Matthew Ebden | 6-3, 5-7, [8-10] | details |
| gewonnen challengers              |                  |             |            |                  |                                  |                  |         |
| 1.                                | 19 juli 2009     | Rimini      | Gravel     | Dieter Kindlmann | Leonardo Azzaro Marco Crugnola   | 6-4, 6-2         |         |
| 2.                                | 27 juni 2010     | Marburg     | Gravel     | Denis Gremelmayr | Guillermo Olaso Grega Žemlja     | 6-4, 6-4         |         |
| 3.                                | 27 februari 2011 | Wolfsburg   | Tapijt (i) | Simon Stadler    | Dominik Meffert Frederik Nielsen | 3-6, 7-6, [10-7] |         |
| 4.                                | 17 augustus 2014 | Meerbusch   | Gravel     | Dominik Meffert  | Mao-Xin Gong Hsien-Yin Peng      | 6-3, 3-6, [10-6] |         |

## Resultaten grandslamtoernooien
| Legenda | Legenda                          |
| ------- | -------------------------------- |
| g.t.    | geen toernooi gehouden           |
| l.c.    | lagere categorie                 |
| –       | niet deelgenomen                 |
| G       | uitgeschakeld in de groepsfase   |
| 1R      | uitgeschakeld in de eerste ronde |
| 2R      | uitgeschakeld in de tweede ronde |
| 3R      | uitgeschakeld in de derde ronde  |
| 4R      | uitgeschakeld in de vierde ronde |
| KF      | uitgeschakeld in de kwartfinale  |
| HF      | uitgeschakeld in de halve finale |
| F       | de finale verloren               |
| W       | het toernooi gewonnen            |
| w-v     | winst/verlies-balans             |

### Enkelspel
| Toernooi        | 2011 | 2012 | 2014 | 2015 | 2018 |
| --------------- | ---- | ---- | ---- | ---- | ---- |
| Australian Open | –    | 1R   | –    | 2R   | 1R   |
| Roland Garros   | –    | –    | –    | 1R   |      |
| Wimbledon       | 1R   | 1R   | –    | –    |      |
| US Open         | 1R   | 1R   | 2R   | –    |      |

### Mannendubbelspel
| Toernooi        | 2011 | 2012 |
| --------------- | ---- | ---- |
| Australian Open | –    | 1R   |
| Roland Garros   | –    | 1R   |
| Wimbledon       | 2R   | 1R   |
| US Open         | 1R   | –    |